# Geir Hallgrímsson
Geir Hallgrímsson (16 december 1925 - 1 september 1990) was de zestiende premier van IJsland voor de Onafhankelijkheidspartij van 28 augustus 1974 tot 1 september 1978. Geir was van 1959 tot 1972 burgemeester van Reykjavik, de hoofdstad van IJsland. Onder zijn leiding werd de geothermische verwarming uitgebreid naar de hele stad, terwijl dit daarvoor slecht een gedeelte van de stad op deze manier verwarmd werd. Daarnaast heeft hij er ook voor gezorgd dat de meeste straten werden geasfalteerd. Hij was populair in de stad en won de gemeenteraadsverkiezingen van 1970 met 99% van de stemmen.
In het najaar van 1970 werd hij eerste in de verkiezing voor het Alding (het IJslandse parlement), met een voorsprong op premier Jóhann Hafstein en voormalig burgemeester van Reykjavik, Gunnar Thoroddsen. In 1971 werd Geir gekozen tot vicevoorzitter van de Onafhankelijkheidspartij en in 1973 werd Geir voorzitter nadat Jóhann Hafstein ontslag nam vanwege gezondheidsredenen.
In 1974 leidde hij de Onafhankelijkheidspartij naar een van haar grootste overwinningen. De partij kreeg 42,5% van de stemmen en daarmee 25 van de 60 zetels in het parlement. De Onafhankelijkheidspartij vormde een coalitieregering met de Progressieve Partij van 1975 tot 1978.
In 1978 leed de regering een tegenslag nadat ze een wet had ingevoerd die de loonstijgingen beperkte. De wet was een poging om de inflatie, die in de buurt van de 50% kwam, tegen te gaan. De twee regeringspartijen verloren elk vijf zetels in het parlement en een nieuwe coalitieregering werd gevormd zonder de Onafhankelijkheidspartij. Geir had ook te maken met oppositie binnen zijn eigen partij en werd tweede in de eerste partijverkiezingen van 1978. Albert Gudmundsson won de eerste zitting.
Na de verkiezingen kondigde hij aan dat hij zich niet opnieuw verkiesbaar zou stellen als partijvoorzitter. Hij verliet de regering in 1986, waarna hij een van de drie presidenten van de Centrale Bank van IJsland werd, een functie die hij tot zijn dood in september 1990 bekleedde.
- Gemeinsame Normdatei: 1213776813
- Virtual International Authority File: 1244152140020411100002
- WorldCat: E39PBJqVQwqmqYhxV9kKpgMkjC